# ウィリアム・エグルストン
ウィリアム・エグルストン（英:William Eggleston、1939年7月27日 - ）はアメリカの写真家。正統派の芸術メディアとしてのカラー写真の作家として認知度が高まっている。 エグルストンの写真集には、 『William Eggleston's Guide』（1976）と『The Democratic Forest 』（1989）が含まれている。

## 前半生
ウィリアム・エグルストンはテネシー州メンフィスで生まれ、ミシシッピ州サムナーで育った。父はエンジニアであり、母は著名な地元の裁判官の娘だった。少年の頃、エグルストンは内向的で、彼はピアノを弾いたり、絵を描いたり、電子機器を使ったりするのを楽しんだ。幼い頃からヴィジュアルメディアにも惹かれ、ポストカードの購入や雑誌の写真の切り抜きを楽しんだという。
15歳のとき、エグルストンは全寮制のウェッブスクールに入学した。エグルストンは後に学校のいくつかの懐かしい思い出を思い出し、「 『人格形成』のためのスパルタ教育だった。それが何を意味するのか私は知らなかった。それはとても冷淡で愚かだった。音楽や絵画が好きであるのが女々しい考えられていたような場所だった。」と記者に語った。エグルストンは、芸術的な追求と世界の観察を好んで、狩猟とスポーツのような伝統的な南部の男性の趣味を避けており、彼の仲間の間では変わり者だった。それにもかかわらず、エグルストンは彼が部外者のように感じたことは一度もないと述べている。彼は記者に、「自分が合わないと感じたことは一度もなかった。しかし、おそらく私は合ってなかったのだろう」と語った。 
エグルストンはヴァンダービルト大学に1年間、デルタ州立大学に1学期、ミシシッピ大学に約5年間通ったが、学位は取得していない。それにもかかわらず、ヴァンダービルトの友人がエグルストンにライカカメラを渡したとき、彼の写真への関心は不動のものになった。彼は画家トム・ヤングを訪ねることによって、オレ・ミスで抽象表現主義を紹介された。

## 芸術的な発展
エグルストンの初期の写真活動は、スイス生まれの写真家ロバート・フランクの作品と、フランスの写真家アンリ・カルティエ＝ブレッソンの著書「決定的な瞬間」に触発された。 エグルストンは後に、この本が「多くのひどい本から、私が見つけた最初の真面目な本であった」ことを思い出した。 私はそれを少し理解していなかった、そしてそれからそれは沈みた、そして私は、私の神、これは素晴らしいものであることに気づいた。」 白黒で最初に撮影したエグルストンは、 ウィリアム・クリステンベリーによってフォーマットが紹介された後、1965年と1966年にカラーの実験を開始した。カラーOHPフィルムは、1960年代後半に彼の主要な媒体になった。写真家としてのエグルストンの発展は、他の芸術家から比較的孤立して起こったようである。インタビューの中で、ジョン・シャーカフスキーは、1969年に若いエグルストンとの最初の出会いを「まったく思いがけない」と述べている。エグルストンの作品（彼は「ドラッグストア」のカラープリントでいっぱいのスーツケースとして思い出した）をレビューした後、シャーカフスキーはエグルストンの写真の1つを購入するためにMoMAの写真委員会に紹介した。
1970年、エグルストンの友人であるウィリアムクリステンベリーは、ワシントンD.C.のコーコランギャラリーのディレクターであるウォルターホップスを紹介した。 ホップスは後にエグルストンの作品に「驚いた」と報告した。「私はそのようなものを見たことがなかった」
エグルストンは1973年と1974年にハーバードで教えた、そして彼が染料転写印刷を発見したのはこれらの年の間であった。彼がプロセスについて読んだとき、彼はシカゴの写真ラボの価格表を調べていた。エグルストンが後に回想したように、「それは「最も安いものから究極の版画まで」宣伝した。究極のプリントは染料の転写であった。真っ直ぐ上を向いて見たところ、タバコのパックや香水瓶の写真のような商業的な作品であったが、彩度とインクの品質は圧倒的であった。同じプロセスで、プレーンなエグルストンの写真がどのようになるかを見るのが待ちきれなかった。その後、このプロセスで印刷したすべての写真は素晴らしく、それぞれが前の写真よりも優れているように見えた。」染料転写プロセスは、エグルストンの最も印象的で有名な作品のいくつかをもたらした。たとえば、1973年の写真「赤い天井」のように、エグルストンは次のように述べている。私の満足するページに。染料を見ると、壁に濡れている赤い血のようである。 通常は少し赤で十分であるが、赤い表面全体を処理するのは困難であった。」
ハーバードで、エグルストンは14 Pictures （1974）というタイトルの最初のポートフォリオを準備した。エグルストンの作品は1976年にMoMAに展示された。これは、MoMaがエリオットポーターによるカラー写真の個展を開催してから30年以上、MoMAがエルンストハースによるカラー写真を展示してから10年以上経ちたが、    エグルストンの展覧会はMoMAの最初のカラー写真展であるという話が頻繁に繰り返され 、1976年のショーは「最高の研究機関によるカラー写真の受け入れ」と認められることにより、写真の歴史における分水嶺の瞬間と見なされている。(マークホルボーンの言葉による）。
1976年のMoMA展の頃、エグルストンはアンディ・ウォーホルの「スーパースター」であるビバに紹介され、長い付き合いを始めた。この期間中に、エグルストンはアンディ・ウォーホルのサークルと仲良くなった。これは、エグルストンの「民主的なカメラ」のアイデアを育むのに役立った可能性があるつながり、とマーク・ホルボーンは示唆している。また、1970年代に、エグルストンはビデオで実験し、エグルストンがStranded inCantonと呼ぶ大まかに編集された映像を数時間制作した。映像を見た作家のリチャード・ウッドワードは、それを「気が狂ったホームムービー」にたとえ、自宅にいるかわいい子どもたちの優しい場面と共に、酔っぱらいのパーティーの場面、公共の排尿、そしてニューオリンズで歓声を上げる群衆の前で鶏の頭を噛む男性と混ぜ合わせる。ウッドワードは、この映画がエグルストンの「恐れを知らない自然主義、他の人が無視したり目をそらしたりするものを辛抱強く見ることで、興味深いものを見ることができるという信念」を反映していると示唆している。
エグルストンの出版された本とポートフォリオには、ロスアラモス（1974年に完成したが、ずっと後に出版された）、ウィリアムエグルストンのガイド（1976年のMoMa展示のカタログ）、大規模な選挙イブ（1977;ジョージア州プレーンズ周辺で撮影された写真のポートフォリオ）が含まれる。 1976年の大統領選挙前のジミー・カーターの田舎の席）、ビジョンの道徳（1978）、フラワーズ（1978）、ウェッジウッド・ブルー（1979）、セブン（1979）、トラブル・ウォーターズ（1980）、ルイジアナ・プロジェクト（1980）、ウィリアムエグルストンのグレースランド（1984年;エルビスプレスリーのグレースランドの一連の委託写真、カスタムメイドの悪趣味の空気のない、窓のない墓としての歌手の家を描いた）、 民主主義の森（1989）、フォークナーのミシシッピ（1990） 、およびAncient and Modern （1992）。
彼の初期のシリーズのいくつかは2000年代後半まで表示されなかった。メンフィス周辺のバーやクラブにある一連の大きな白黒の肖像画であるナイトクラブの肖像画（1973年）は、ほとんどの場合、2005年まで表示されなかった。 エグルストンのロスアラモスシリーズの一部であるロストアンドファウンドは、2008年までウォルターホップスのものであることを誰も知らなかったため、何十年もの間見られなかった一連の写真である。このシリーズの作品は、メンフィスを離れて西海岸まで旅する、アーティストがホップスと一緒に行ったロードトリップを記録している。 エグルストンの選挙前夜の写真は2011年まで編集されなかった。 
エグルストンはまた、映画製作者と協力して、ジョン・ヒューストンの映画アニー（1982）のセットを撮影し、デヴィッド・バーンの映画トゥルーストーリーズ（1986）の製作を記録した。
2017年に、エグルストンの音楽のアルバム、 Musikがリリースされた。 13の「実験的な電子サウンドスケープ」、「バッハ（彼のヒーロー）とヘンデルによる作曲の劇的な即興演奏、ギルバート・アンド・サリバンの曲とジャズのスタンダードである「あなたが住んでいる通り」で構成されている。」  Musikは完全に1980年代のコルグシンセサイザーで作られ、フロッピーディスクに録音された。 2017年のコンピレーションMusikはTomLuntによって制作され、 SecretlyCanadianでリリースされた。 2018年、エイン・オドワイヤーはノックスビルで開催されたビッグイヤーズ音楽祭でパイプオルガンで音楽を演奏した。

## エグルストンの美学
エグルストンの成熟した作品の特徴は、そのありふれた題材にある。ユードラ・ウェルティが『The Democratic Forest』の序文で述べているように、エグルストンの写真には、「古タイヤ、ドクター・ペッパーの機械、捨てられたエアコン、自動販売機、空で汚れたコカコーラの瓶、破れたポスター、電柱と電線、道路バリケード、一方通行標識、遠回り標識、駐車禁止標識、駐車メーター、同じ縁石に群がるヤシの木」などがあるのである。
ユードラ・ウェルティは、エグルストンがありふれた世界の複雑さと美しさを見ていることを示唆している。「並外れた、説得力のある、正直で美しい、そして惜しみない写真はすべて、日常世界における私たちの生活の質に関係している。日常的な世界に焦点を当てている。しかし、ありふれた世界ほど含蓄のある題材はないのだ！」。マーク・ホルボーンは、『Ancient and Modern』の序文で、エグルストンのレンズを通して見たこれらのありふれた光景の暗い底流について書いている。「エグルストンの被写体は、表面的には、メンフィスやミシシッピの郊外の普通の住民や環境であり、友人、家族、バーベキュー、裏庭、三輪車、雑多な日常である。これらの被写体の普通さは欺瞞的であり、イメージの背後には危険が潜んでいるのだ」。アメリカのアーティスト、エドワード・ルシェはエグルストンの作品について、「彼が撮った写真を見るとき、あなたはエグルストンワールドのようなある種のギザギザした世界に足を踏み入れることになる」と述べている。 
Art＆Auctionのフィリップ・ゲフターによれば、「1970年代初頭のカラー写真のパイオニアであるスティーブン・ショアとウィリアム・エグルストンが、意識的かどうかにかかわらず、フォトリアリストたちから借用したことは注目に値する。ガソリンスタンド、ダイナー、駐車場など、アメリカの風俗を写真で表現することは、彼らの写真に先行するフォトリアリズムの絵画で予見されている。」 

## 出版物
- Election Eve. New York City: Caldecot Chubb, 1977. Artist book. Two volumes. Edition of five copies.
  - Göttingen: Steidl; 2017. ISBN 978-3-95829-266-6. One volume.
- Morals of Vision. New York City: Caldecot Chubb, 1978. Artist book. Edition of fifteen copies.
  - Göttingen: Steidl; 2018. ISBN 978-3-95829-390-8.
- Flowers. New York City: Caldecot Chubb, 1978. Artist book. Edition of fifteen copies.
  - Göttingen: Steidl; 2019. ISBN 978-3-95829-389-2.
- William Eggleston's Guide. New York: Museum of Modern Art, 1976. ISBN 978-0-87070-317-1.
- The Democratic Forest.
  - London: Secker &amp; Warburg, 1989. With an introduction by Eudora Welty and an afterword by Eggleston and Mark Holborn.
  - New York: Doubleday, 1989. ISBN 978-0-385266-51-2. With an introduction by Welty and an afterword by Eggleston and Mark Holborn.
  - Expanded edition. Göttingen: Steidl, 2015. ISBN 978-3-86930-792-3. Ten volume set, 1328 pages, 1010 photographs.
  - The Democratic Forest: Selected Works. New York: David Zwirner; Göttingen: Steidl, 2016. ISBN 978-3-95829-256-7. 68 photographs.
- Faulkner's Mississippi. Birmingham: Oxmoor House, 1990. ISBN 978-0-848710-52-1. With a text by Willie Morris.
- Ancient and Modern. New York: Random House, 1992. ISBN 978-0-224069-63-2. With an introduction by Mark Holborn.
- Horses and Dogs. Washington and London: Smithsonian Institution, 1994. ISBN 978-1560985051. Essay by Richard B. Woodward.
- The Hasselblad Award 1998: William Eggleston. Zurich: Scalo; Goteborg: Hasselblad Center, 1999. ISBN 978-3908247982. Edited by Gunilla Knape. With essays by Walter Hopps and Thomas Weski, and a transcript of an interview with Ute Eskildsen.
- William Eggleston. Göttingen: Steidl; Paris: Foundation Cartier, 2001. ISBN 978-2-86925-084-0. Bilingual (French and English).
- Los Alamos. Zurich: Scalo Publishers, 2003. ISBN 978-3-908247-69-2. With a text by Walter Hopps and Thomas Weski.
- 2 1⁄4. Santa Fe: Twin Palms Publishers, 1999, 2008, 2011. ISBN 978-0-944092-70-5. With a text by Bruce Wagner.
- The Spirit of Dunkerque.
  - Paris: Biro, 2006. ISBN 2351190173.
  - Corte Madera, CA: Gingko, 2009. With a text by Vincent Gerard and Jean-pierre Rehm.
- 5 × 7. Santa Fe: Twin Palms Publishers, 2007. ISBN 9781931885485. With an essay by Michael Almereyda.
- William Eggleston: Democratic Camera, Photographs and Video, 1961–2008. With a text by Elisabeth Sussman, Thomas Weski, Tina Kukielski, and Stanley Booth. Exhibition catalog.
  - New York: Whitney Museum of American Art, 2008.
  - New Haven, CT: Yale University, 2008. ISBN 978-0300126211.
- Paris. Göttingen: Steidl, 2009. ISBN 978-3-865219-15-2.
- Before Color. Göttingen: Steidl, 2010. ISBN 978-3-869301-22-8.
- For Now. Santa Fe: Twin Palms Publishing, 2010. ISBN 978-1-931885-93-5. Afterword by Michael Almereyda; short texts, "Eggleston, 1971" by Lloyd Fonvielle, "In Conversation with William Eggleston" by Kristina McKenna, "Two Women and One Man" by Greil Marcus, "Night Vision: The Cinema of William Eggleston" by Any Taubin, and a longer text "It Never Entered My Mind": (Answers to 11 frequently asked questions about William Eggleston in the Real World)" by Michael Almereyda.
- Chromes. Göttingen: Steidl, 2011. ISBN 978-3-869303-11-6.
- Los Alamos Revisited. Göttingen: Steidl, 2012. ISBN 978-3-869305-32-5.
- From Black & White to Color. Göttingen: Steidl, 2014. ISBN 978-3869307930. With an introduction by Agnès Sire ("The Invention of a Language"), essay by Thomas Weski.
- At Zenith. Göttingen: Steidl, 2014. ISBN 978-3869307107.
- Polaroid SX-70. Göttingen: Steidl, 2019. ISBN 978-3958295032.[10]
- The Outlands. Steidl, 2021. ISBN 978-3-95829-265-9 [11]

## 注目すべき出版物の写真
Egglestonのアートの最初の商業的使用は、メンフィスグループBig Starのアルバムカバーであり、EgglestonはアルバムThird / Sister Loversでレコーディングし、アルバムRadioCityで赤い天井の写真を使用した。キャデラックのボンネットに乗ったエグルストンの人形の写真は、アレックス・チルトンのアルバム「シャーバートのハエのように」の表紙に掲載されている。プライマル・スクリームのアルバム「ギブ・アウト・バット・ドント・ギブ・アップ」は、ネオンの連邦旗とエグルストンのヤシの木のトリミングされた写真を特集している。 1994年、エグルストンは彼の長年の友人であり写真家の仲間であるテリー・マニングに、マニングがプロデュースし、エグルストン、ジマーニコルソン。
2006年、ウィリアム・エグルストンの画像が、プライマル・スクリームのシングル「カントリー・ガール」の表紙と、アリ・スミスの小説「アクシデンタル」のペーパーバック版の両方として偶然に使用された。同じ写真は、2004年のチャックプロフェットのAge ofMiraclesアルバムの表紙にすでに使用されていた。
2001年、エグルストンの写真「メンフィス（1968）」は、ジミー・イート・ワールドの最も売れたアルバム「ブリード・アメリカン」の表紙として使用された。 Egglestonの写真は、SilverJewsのTanglewoodNumbers 、JoannaNewsomのJoannaNewsomとYsStreet Band 、 The BlackKeysのTransferencebySpoonとDeltaKreamにも掲載されている。

## 映画

### ドキュメンタリー出演
- 実世界のウィリアム・エグルストン（2005）、マイケル・アルメレイダ著。
- ちなみに、ヴィンセント・ジェラールとセドリック・ラティが監督したウィリアム・エグルストンとの旅（2007）– 2006年のサンダンス映画祭でグランジュリー賞に選ばれた。[要出典]
- ジャック・コッカーとライナー・ホルツェマーが監督したカラフルなエグルストン氏（2009）– BBC Oneのイマジン（TVシリーズ）のエピソード。
- The Source （2012）、 DougAitkenによる。 [n 2]
- ビッグスター：ドリュー・デニコラとオリビア・モリ監督の「私を傷つけるものは何もない」 （2013年）。

### 映画やシリーズの出演
- ジム・マクブライド監督のグレート・ボールズ・オブ・ファイア（1989）–エグルストンは、ジェリー・リー・ルイスの父、エルモ・ルイスを演じている。 [12]
- 落ち着きのない、X線技術者（2011）、彼自身として。
- 今日（TVシリーズ）（2011年5月31日付けのエピソード）、彼自身として。
- 日曜日の朝（父と娘の芸術的コラボレーション、2016年）

## 音楽
- Musik （シークレットリー・カナディアン、2017年）–トム・ラント製作

## 展覧会
- 1999–2000：ウィリアム・エグルストンと色の伝統、 J。ポール・ゲッティ美術館、ロサンゼルス。 [13]
- 2001–2002：ウィリアム・エグルストン、カルティエ財団、パリ。 [14]ロンドンのヘイワードギャラリーに旅行。 [15]
- 2002年：ドクメンタ11 、カッセル、ドイツ。 [16] [17]
- 2002年：ウィリアム・エグルストン：ロスアラモス、ルートヴィヒ美術館、ケルン、ドイツ。ポルトガルのセラルベス財団に旅行。ノルウェー現代美術館、オスロ、ノルウェー;ルイジアナ近代美術館、Humlebaek、デンマーク;アルベルティーナ、ウィーン、オーストリア;サンフランシスコ近代美術館、カリフォルニア州サンフランシスコ。ダラス美術館、テキサス州ダラスから2005年まで）。
- 2008： William Eggleston：Democratic Camera、Photographs and Video 1961–2008 、 Whitney Museum of American Art、NewYork。 [5]ミュンヘンのハウス・デア・クンストと共催。コーコランギャラリー、ワシントンDC;シカゴ美術館;とロサンゼルスカウンティ美術館。 [18]
- 2012年： New Dyes 、Rose Gallery、カリフォルニア州サンタモニカ[19]
- 2016年：ウィリアムエグルストン：ウィルソン写真センター、ポートランド美術館、ポートランドからのセレクション。 [20]
- 2016年：ウィリアムエグルストンポートレート、ナショナルポートレートギャラリー、ロンドン。 [21]
- 2017年：ウィリアムエグルストン：ロスアラモス、 FoamFotografiemuseumアムステルダム。 [22]

## 賞
- 1974年：グッゲンハイム奨学金[23]
- 1975年：写真家フェローシップ、国立芸術基金[24]
- 1978年：写真とカラービデオを使用したミシシッピ綿花農場の調査のための国立芸術基金の調査助成金[24] [25]
- 1989年：「1960- 1979年の54人のマスターフォトグラファー」賞、日本写真協会[12]
- 1995年：メンフィス大学功労賞[26]
- 1998年：ハッセルブラッド賞、ハッセルブラッド財団、イェーテボリ、スウェーデン[27]
- 2003年：特別150周年記念メダルおよび名誉フェローシップ（HonFRPS）、英国王立写真協会、ロンドン[28]
- 2004年：国際写真センター（ICP）でのゲッティイメージズ生涯功労賞[12]
- 2013年：写真賞への優れた貢献、ソニー世界写真賞、世界写真機構、ロンドン。 [29]

## コレクション
エグルストンの作品は、次の公開コレクションで開催される。
- シカゴ美術館、イリノイ州シカゴ[30]
- J.ポールゲッティ美術館、カリフォルニア州ロサンゼルス[31]
- 近代美術館、ニューヨーク市[32]
- ピア24写真、サンフランシスコ[33]
- サンフランシスコ近代美術館、カリフォルニア州サンフランシスコ[34]
- ホイットニー美術館、ニューヨーク市[35]
- 国際写真殿堂、ミズーリ州セントルイス[36]

## アートマーケット
2012年、エグルストンの大判プリント3ダース（オリジナルのフォーマットである16×20インチ（41×51cm）ではなく、40×66インチ（100×170cm））が、エグルストンの作品保存を目的とする組織「エグルストン・アーティスティック・トラスト」のためにクリスティーズのオークションで590万ドルで落札された。トップロットの『Untitled 1970』は、57万8000ドルという写真家のプリント1点の世界オークション記録を樹立した。
ニューヨークのアートコレクターであるジョナサン・ソーベルは、その後、ニューヨーク南部地区の合衆国地方裁判所にエグルストンに対して訴訟を起こし、オークションで彼の有名な写真の一部の特大バージョンを印刷して販売するというアーティストの決定が、オリジナルの希少性を薄め、再販価値が下がったと主張した 。裁判所は後に訴訟を却下した。